# Johann Caspar Richter

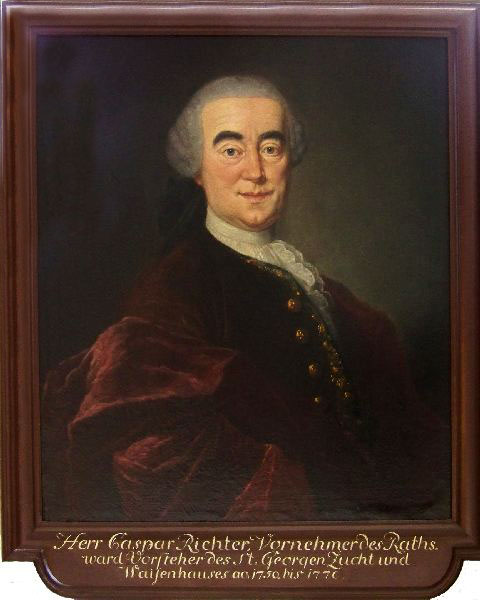
Johann Caspar Richter als Vorsteher des Georgenhauses. Gemälde von Elias Gottlob Haussmann, 1756.

Johann Caspar Richter (* 16. September 1708 in Leipzig; † 7. August 1770 ebenda) war Kaufmann, Ratsherr und Ratsbaumeister in Leipzig.

## Leben
Johann Caspar Richter war der Sohn des Leipziger Handelsherrn Christian Richter. Im Unternehmen seines Vaters und später in eigenen Firmen betrieb er Wechselgeschäfte und handelte mit Waren aus Übersee sowie mit englischen und holländischen Woll- und Seidenstoffen.
1739 wurde er Mitglied der Vertrauten Gesellschaft und 1749 Ratsherr in Leipzig. 1763 übernahm er das Amt des Ratsbaumeisters. Von 1750 bis zu seinem Tode war er auch Vorsteher des St. Georgen Zucht- und Waisenhauses am Brühl.
Richter heiratete in zweiter Ehe die Witwe seines ehemaligen Geschäftspartners und Schwagers Christiana Regina Neuhauß, geborene Hetzer (1724–1780). Sie besaß zwei benachbarte Bauerngüter im Dorf Gohlis. Auf diesem Gelände ließ Richter in den Jahren 1755–1756 ein Landhaus für den Sommeraufenthalt erbauen, das Gohliser Schlösschen. Wegen der Kontributionen im Siebenjährigen Krieg, die er als einer der wohlhabendsten Bürger Leipzigs besonders zu tragen hatte, verzögerte sich der Innenausbau des Schlösschens, so dass er noch vor dessen Fertigstellung starb.
Richter bewohnte auch ein stattliches Haus am Thomaskirchhof und wohnte daher in unmittelbarer Nachbarschaft zur Kaufmannsfamilie Bose und zu Johann Sebastian Bach. Dort besaß er eine umfangreiche Sammlung von insgesamt etwa 400 Gemälden, Zeichnungen und Radierungen von Tizian, Raffael, Lucas van Leyden und Rubens.

## Ehrung
Leipzig ehrte Johann Caspar Richter mit der Benennung der Richterstraße im Stadtteil Gohlis im Jahr 1896.